# Herde, du som fåren betar
Herde, du som fåren betar är en svensk psalm av Carl Christoffer Gjörwell d.ä., publicerad första gången 1862 i Pilgrimsharpan. Psalmen har tonsatts av Per Ulrik Stenhammar och ingår i Bibeltrogna Vänners sångbok.